# Süleymanlı, Menemen
Süleymanlı là một xã thuộc huyện Menemen, tỉnh İzmir, Thổ Nhĩ Kỳ. Dân số thời điểm năm 2010 là 568 người.